# Adolf Pansch

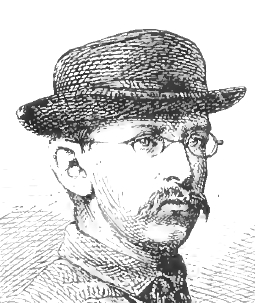
Adolf Pansch

Adolf Georg Pansch (* 2. März 1841 in Eutin; † 14. August 1887 in der Kieler Förde) war ein deutscher Anatom und Anthropologe. Er nahm 1869/70 an der Zweiten Deutschen Nordpolar-Expedition teil.

## Leben
Adolf Pansch wurde als Sohn des späteren Gymnasialdirektors Christian Pansch (1807–1901) in Eutin geboren.
Er besuchte das von seinem Vater geleitete Eutiner Gymnasium und studierte ab 1860 Medizin und Naturwissenschaften an der Friedrich-Wilhelms-Universität Berlin und der Ruprecht-Karls-Universität Heidelberg. Ab 1862 setzte er sein Studium der Medizin in Berlin fort und beendete es schließlich an der Universität Halle-Wittenberg, wo er 1864 promovierte. Pansch legte 1865 das Staatsexamen in Oldenburg ab, wurde anschließend Prosektor am Anatomischen Museum der Christian-Albrechts-Universität zu Kiel und habilitierte sich ein Jahr später an der dortigen medizinischen Fakultät zum Privatdozenten. Am 18. Oktober 1876 wurde Adolf Pansch zum außerordentlichen Professor berufen, behielt aber auch sein Amt als Prosektor.
Als Anatom beschäftigte Pansch sich hauptsächlich mit der Topografie der Großhirnrinde. Er publizierte aber auch zur Anatomie des Brustkorbs sowie der Bauch- und Beckenorgane.
1869/70 nahm Pansch als Biologe und Arzt an der Zweiten Deutschen Nordpolar-Expedition teil. An Bord des Schraubendampfers Germania fuhr er unter Kapitän Carl Koldewey nach Ostgrönland. Bei einem Jagdunfall verletzte er sich am Arm, führte aber dennoch ein umfangreiches wissenschaftliches Programm durch. Die von ihm mitgebrachten tierischen und pflanzlichen Präparate wurden unter anderem von Ernst Haeckel, Franz Buchenau, Wilhelm Focke, Karl Müller, Gregor Kraus, Otto Finsch, Alfred Newton, Eduard Oscar Schmidt, Reinhold Buchholz und Christian Gottfried Ehrenberg bearbeitet. Pansch selbst publizierte Ergebnisse auf dem Gebiet der Anthropologie und beschrieb das Klima und die Pflanzenwelt in Ostgrönland. Auch Teile des erzählenden Reiseberichts stammen aus seiner Feder.
1871 wurde Adolf Pansch mit dem Historiker und Archäologen Heinrich Handelmann nach Rendswühren gerufen, wo Torfstecher eine gut erhaltene Moorleiche gefunden hatten. Pansch nahm die erste wissenschaftliche Untersuchung des Manns von Rendswühren vor, der heute in der Dauerausstellung des Schleswig-Holsteinischen Landesmuseums Schloss Gottorf gezeigt wird. 1873 publizierten Handelmann und Pansch den bis dahin umfangreichsten Moorleichenkatalog, der 16 Funde beschrieb. Pansch war der Erste, der Moorleichen einer ausführlichen anthropologischen Begutachtung unterzog.
Adolf Pansch war von 1877 bis zu seinem frühen Tod Vorsitzender des Anthropologischen Vereins Schleswig-Holstein. In dieser Funktion leitete er die Ausgrabung einiger Hügelgräber in Bornhöved, Gönnebek und Tarbek in den Jahren 1883 und 1884. Neben dem Pathologen Arnold Heller (1840–1913) war Adolf Pansch maßgeblich an der Gründung des Kieler Museums für Völkerkunde durch den Anthropologischen Verein beteiligt. Er war auch langjährig im Vorstand des Naturwissenschaftlichen Vereins für Schleswig-Holstein tätig.
Adolf Pansch war ein begeisterter Segler. Von ihm angeregt fanden bereits um 1880 die ersten Segelregatten vor Laboe statt. Am 14. August 1887 verunglückte Pansch tödlich, als er nach einer solchen Wettfahrt mit seinem Boot zurück nach Kiel segelte. Ein Gedenkstein vor dem Haus „Fietzen und Tilly“, wo Pansch in den 1870er Jahren mit seiner Familie als „erster Badegast“ Urlaub machte, erinnert noch heute an seine Verdienste um den Fremdenverkehr in Laboe.
Nach Adolf Pansch ist Kap Pansch auf der östlich von Grönland gelegenen Insel Shannon benannt.

## Werke (Auswahl)
- Ueber die typische Anordnung der Furchen und Windungen auf den Grosshirnhemisphären des Menschen und der Affen. In: Archiv für Anthropologie Bd. 3, 1868, S. 227–257.
- Moorleichenfunde in Schleswig-Holstein, Schwers’sche Buchhandlung, Kiel 1873 (mit Heinrich Handelmann).
- Anthropologie. In: Die zweite deutsche Nordpolarfahrt in den Jahren 1869 und 1870 unter Führung des Kapitän Karl Koldewey, herausgegeben von dem Verein für die deutsche Nordpolarfahrt in Bremen, zweiter Band: Wissenschaftliche Ergebnisse, F. A. Brockhaus, Leipzig 1874, S. 144–156.
- Klima und Pflanzenleben auf Ostgrönland. In: Die zweite deutsche Nordpolarfahrt in den Jahren 1869 und 1870 unter Führung des Kapitän Karl Koldewey, herausgegeben von dem Verein für die deutsche Nordpolarfahrt in Bremen, zweiter Band: Wissenschaftliche Ergebnisse, F. A. Brockhaus, Leipzig 1874, S. 5–11.
- Furchen und Wülste am Großhirn des Menschen, Robert Oppenheim, Berlin 1879.
- Grundriss der Anatomie des Menschen, Robert Oppenheim, Berlin 1881.
- Anatomische Vorlesungen für Aerzte und ältere Studirende, Robert Oppenheim, Berlin 1884.